# Алвин
«Алвин» (англ. DSV-2 Alvin) — один из известнейших действующих пилотируемых подводных аппаратов (ППА). Аппарат рассчитан на трёх человек (двоих учёных и пилота) и позволяет за 10 часов совершать погружение на глубину до 4500 метров. Размеры используемого оборудования ограничены размерами люка аппарата, который имеет диаметр 48,2 см (19 дюймов).

## История
20 июля 1965 года сотрудник Океанографического института в Вудс-Холле (WHOI) Уильям А. Рейне на борту «Алвина» совершил погружение в подводный каньон Язык Океана и через 1 час 37 минут достиг дна на глубине 1829 м.
17 марта 1966 года «Алвин» был использован для поиска погружённой на глубину почти 800 метров 1,45-мегатонной водородной бомбы на Паломаресе (Испания).
В 1973 году корпус «Алвина» был заменён на более новый корпус из титана, позволивший погружаться на глубину до 4500 метров (14 800 футов).
В 1977 году во время экспедиции под руководством Роберта Балларда при поддержке Национального управления океанических и атмосферных исследований США (NOAA), «Алвином» выявлено и задокументировано существование чёрных курильщиков вокруг Галапагосских островов. Они существуют на глубине более 2000 метров, излучают мощный поток чёрной, дымчатой воды, перегретой до более чем 400 °C (750 °F).
«Алвин» участвовал в исследовании обломков «Титаника» в 1986 году. Многие из фотографий экспедиции были опубликованы в журнале National Geographic Society, который был главным спонсором экспедиции.
В течение многих лет «Алвин» неоднократно ремонтировался с заменой оборудования и аккумуляторной батареи. Последний ремонт был в 2001 году, во время него среди прочего оборудования были добавлены контроллеры двигателя и компьютерные системы. Все компоненты судна, включая рамы и сферы персонала, были заменены по крайней мере один раз. «Алвин» полностью разбирают каждые 3-5 лет для полного осмотра. В 2006 году был добавлен новый робот-манипулятор.
В июне 2008 года началось строительство большей и более прочной сферы для персонала, которая может быть использована как для обновления «Алвина» (использование с 2011 года), так и для совершенно нового аппарата. Новая сфера будет иметь 5 иллюминаторов (сейчас имеется 3) и предназначена для глубин свыше 6000 метров.

## Галерея

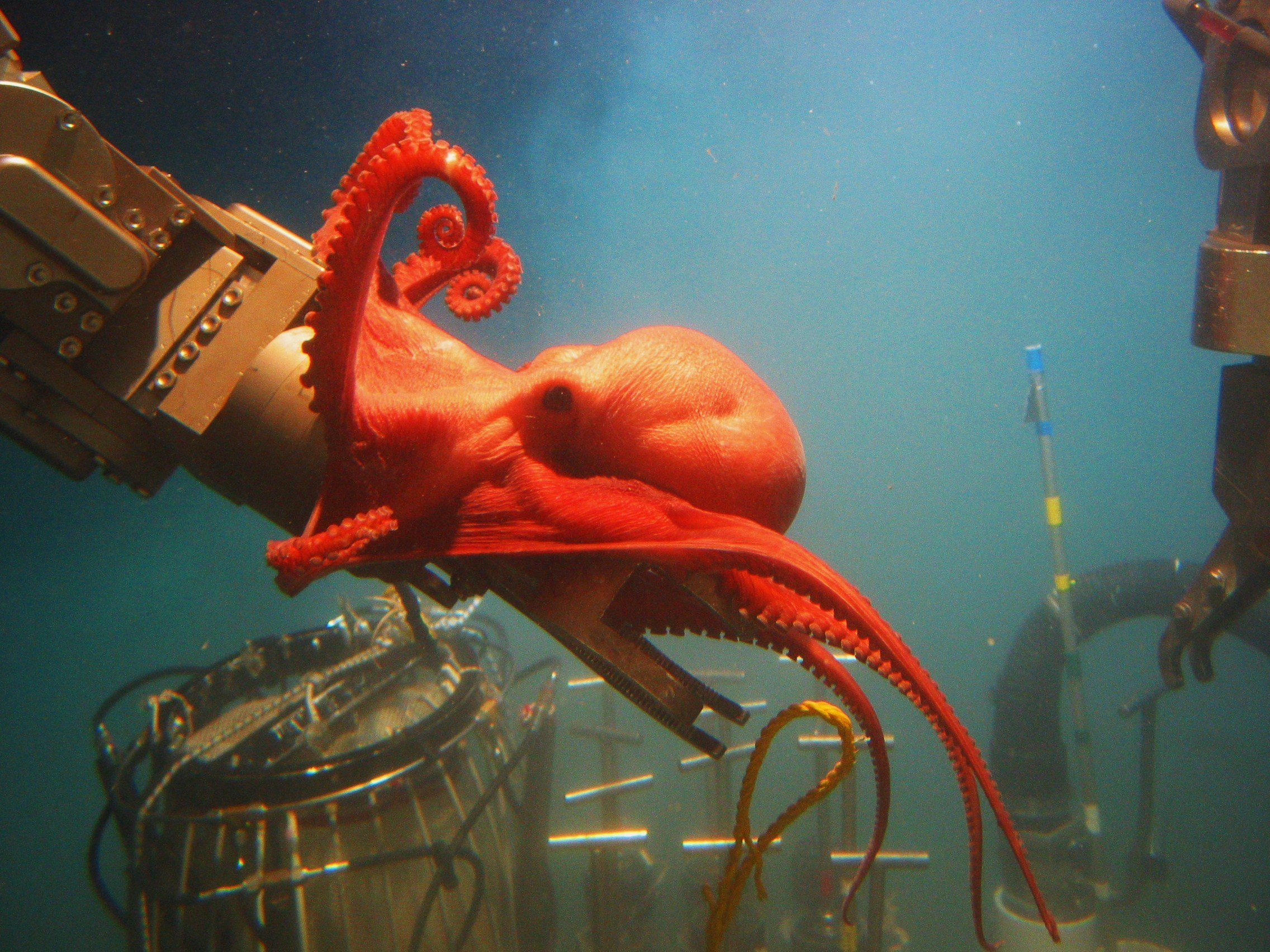
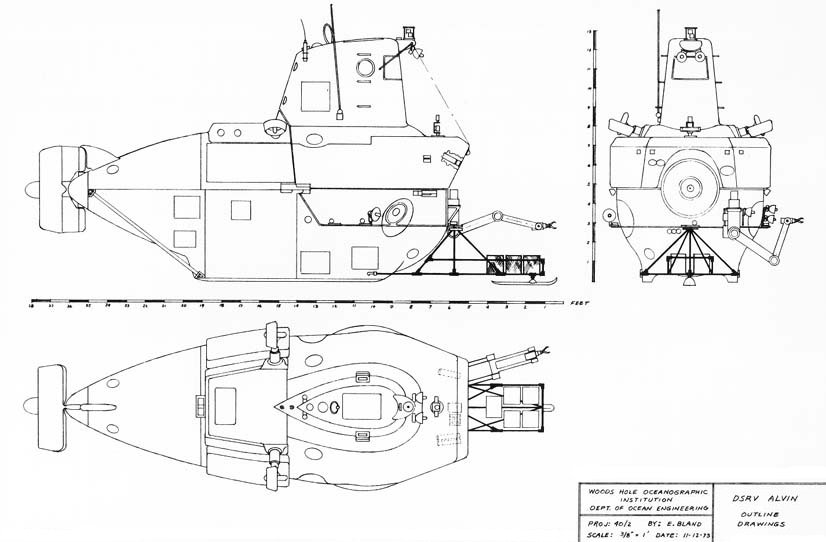
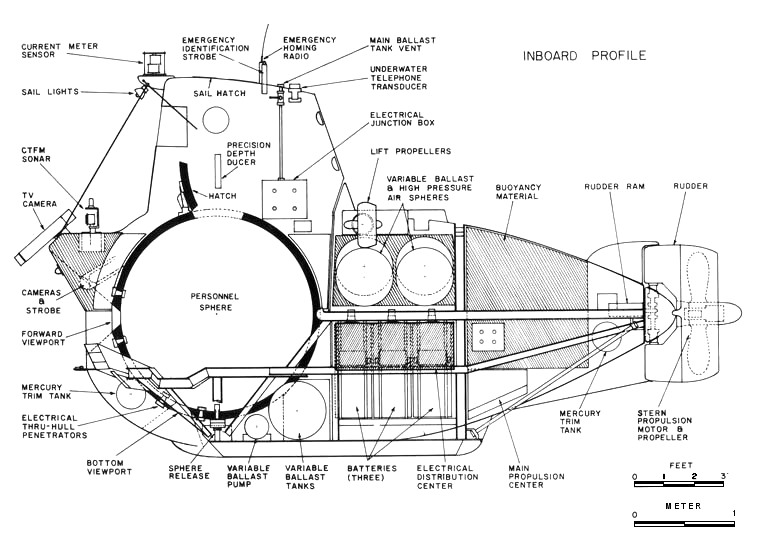
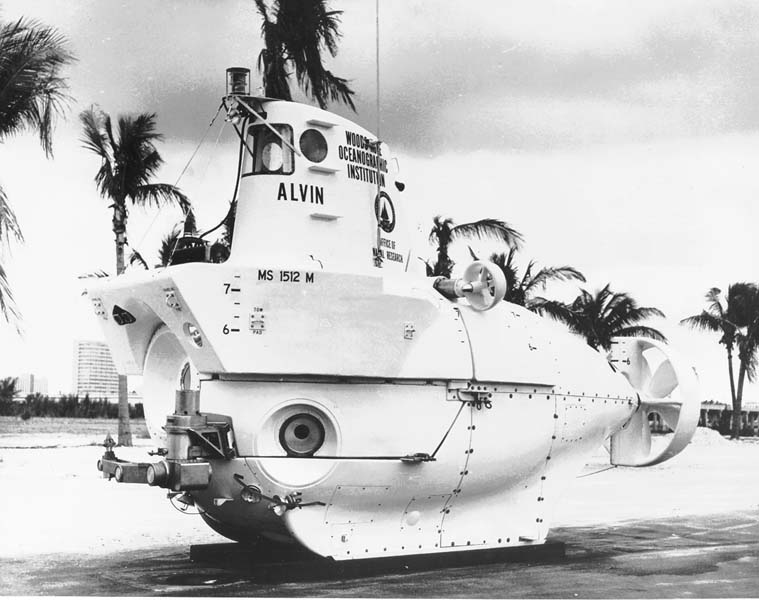

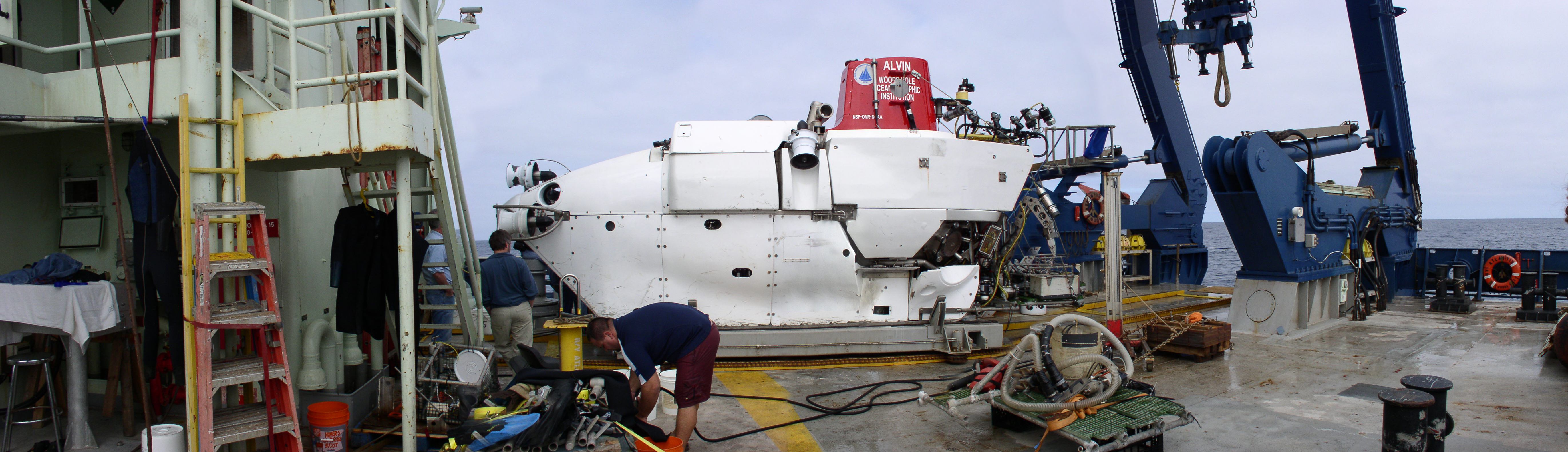
«Алвин» на борту исследовательского корабля Атлантис. Панорамная съёмка